# Křižínkov
Křižínkov település Csehországban, a Brno-vidéki járásban. Křižínkov Katov, Březské és Křoví településekkel határos. Lakosainak száma 226 fő (2024. január 1.).

## Népesség
A település lakosságának változását az alábbi diagram mutatja:
| Lakosok száma | 357  | 355  | 316  | 278  | 248  | 202  | 205  | 229  | 225  | 226  |
|               | 1869 | 1890 | 1921 | 1950 | 1980 | 2001 | 2017 | 2019 | 2022 | 2024 |